# Place publique
Place publique (it. Posto pubblico) è un partito politico francese fondato nel 2018.

## Storia
Il 29 ottobre 2018 il giornalista Raphaël Glucksmann, l'economista Thomas Porcher e l'attivista ecologista Claire Nouvian annunciarono la nascita di un movimento politico interamente composto da esponenti della società civile francese, nel tentativo di federare una sinistra uscita sconfitta e divisa dalle elezioni presidenziali dell'anno precedente. La nascita di Place publique divenne ufficiale il 6 novembre con la pubblicazione del manifesto programmatico.
In vista delle elezioni europee 2019, Place publique tentò di realizzare intese elettorali con altri partiti di sinistra. Furono intavolate trattative con i Verdi, il Partito Comunista e il neonato movimento Génération.s, nessuno dei quali però accolse la proposta di accordo. All'appello risposero invece il Partito Socialista e il Partito Radicale di Sinistra, con i quali Place publique diede vita alla lista Envie d'Europe (Voglia di Europa). Il 26 maggio 2019 Envie d'Europe totalizzò il 6,19% dei voti, consentendo a Place Publique di eleggere due eurodeputati (Raphaël Glucksmann e Aurore Lalucq).

## Risultati elettorali

### Europee
| Elezione     | Voti      | %    | Seggi  |
| ------------ | --------- | ---- | ------ |
| Europee 2019 | 1.403.170 | 6,19 | 2 / 79 |